# Alfred Stucky
Alfred Stucky (16 de marzo de 1892, La Chaux-de-Fonds-6 de septiembre de 1969, Lausana) fue un ingeniero suizo. Trabajó en el diseño de embalses hidráulicos. Fundó en 1926 el despacho de ingenieros que lleva su nombre, Stucky SA. Esta empresa aún  existe y se ha internacionalizado. En 2013 se integró en el  grupo Gruner, donde Alfred Stucky trabajó entre 1917 y 1923. La empresa matriz está instalada en Renens en Suiza.

## Biografía
Desde la escuela primaria, Alfred Stucky se sintió atraído por la técnica y estudió para el oficio de ingeniero mecánico.  Respetando su elección, sus padres lo animaron a hacer una segunda carrera y a pasar su Matura. A continuación, decidió inscribirse en la Escuela Politécnica Federal de Zúrich. Durante sus estudios de ingeniero civil, es la ingeniería hidráulica lo que le atrae. Posteriormente, se interesó por la viabilidad de los proyectos, también decía que el ingeniero es un hombre de acción. 
Hizo las prácticas en el estudio de Meyer de Spiez para la construcción de la línea ferroviaria Zweisimmen-Lenk así como para correcciones fluviales con la  empresa Favetto, Bosshard, Steiner & Co., que le contrató para la construcción de la vía férrea del lago de Brienz, durante cinco semanas en Dortmund, donde su formación de ingeniero mecánico le ayudó. Más tarde, su matrimonio con Nelly Mathis, la hija de un arquitecto, lo acercó también al campo del oficio de los constructores.
Contratado en el estudio Gruner en  Basilea en 1917, perfeccionó los métodos de cálculo e introdujo la noción de deformación elástica de la presa de bóveda para la construcción del embalse de Montsalvens. Propuso igualmente optimizar el dovelaje  del embalse, ya no en forma de arco circular, sino en forma de parábola  buscando la forma óptima, no se contentó simplemente con realizar un dibujo que permita el cálculo. No obstante, a principios del siglo XX no se disponía de las bases teóricas para el cálculo de presas parabólicas. Resolvió este problema dividiendo el embalse que estudiaba entonces en 4 arcos horizontales y 9 sectores verticales que aplican los cálculos ulteriores a cada elemento. Durante la construcción de este embalse, conoció al  director de la Escuela de ingenieros de Lausana, Jean Landry que le ofreció el puesto de conferenciante en 1927. Luego fue nombrado profesor ordinario en 1938 donde declaró, durante su conferencia inaugural, que el ingeniero es ante todo un director, un hombre de acción. Distinguió claramente entre diseño y diseño, citando regularmente el siguiente adagio: “Una presa mal diseñada sigue siendo una presa mal diseñada, incluso si está bien calculada; una presa bien diseñada es una presa bien diseñada, incluso si está mal calculada”.
Durante su carrera, participó en la construcción de 38 embalses desde 1915 hasta su muerte, en 1969, de las cuales 20 fueron en Suiza. Contribuyó en este marco a 22 anteproyectos, 29 estudios de detalle, 26 proyectos de construcción y vigilancia de trabajos, y 12 valoraciones, entre ellos Dixence y de la Grande-Dixence, de Mauvoisin en 1951, de Moiry en 1954, o de Luzzone en 1958, pero igualmente en el  extranjero, donde trabajó en Grecia; en Irán, en el embalse de Latiyan; en Rumanía; en Argelia, en el embalse de Beni-Bahdel: incluso en  Marruecos y en Túnez, sobre el Embalse de Beni M'Tir o Ben Metir.
La mayoría de las publicaciones de Alfred Stucky trata problemas relacionados con las presas de bóveda. A este primer trabajo le seguirán unas cuarenta publicaciones, incluida una obra de referencia para especialistas en presas de hormigón publicada en 1957 con Maurice-H. Derron, luego en 1961 con su hijo, Jean-Pierre Stucky y E. Schnitzler, en un artículo que resume su trabajo sobre las presas suizas de Châtelot, Mauvoisin, Moiry, Malvaglia, Nalps, Luzzone, Limmern y Tourtemagne..
Alfred Stucky fundó en 1928 el Laboratorio de pruebas hidráulicas, después en 1935 el laboratorio de geotécnica de la Escuela de ingenieros de Lausana, la Escuela politécnica de la Universidad de Lausana (EPUL). A la muerte de Jean Landry, en 1940, le sucede al frente de la escuela que dará lugar algunos años más tarde a la EPFL. En 1943, preside la nueva escuela de arquitectura del Cantón de Vaud.
Una plaza de Lausana lleva el nombre de Alfred Stucky desde agosto de 2008.